# Maria Catharina Siefvert
Maria Catharina Siefvert, född 1737 i Nyköping, död 1814, var en svensk akvarellist.
Hon var dotter till slottsfogden och kronolänsmannen Johan Georg Seippel och Catharina Maria Hahn och från 1764 gift med regementsläkaren Johan Gustaf Siefvert. Det är okänt var Siefvert fick sin utbildning, men under 1700-talet var det vanligt att teckning och målning ingick i den undervisning man fick från sina informatorer. Siefvert har blivit känd för sin akvarell som är vinjettbild på en karta över Lundholms styckebruk i Södermanland utförd 1799. 